# Коновалово (Первоуральський міський округ)
Конова́лово (рос. Коновалово) — присілок у складі Первоуральського міського округу Свердловської області.
Населення — 169 осіб (2010, 142 у 2002).
Національний склад станом на 2002 рік: росіяни — 90 %.